# エロツズマブ

エロツズマブ (Elotuzumab, 製品名 Empliciti / エムプリシティ, ブリストル・マイヤーズスクイブ製造販売)は ヒト化モノクローナル抗体 のひとつであり、 多発性骨髄腫 の治療に用いられる。 薬理作用は SLAMF7 に対する抗体で、腫瘍細胞への細胞傷害性である。

## 効能・効果

### 多発性骨髄腫
2014年5月に多発性骨髄腫に対して"ブレークスルー・セラピー"と FDA に指定された。 2015年11月30日には、すでに一から三通りの治療を受けた難治性・再発性多発性骨髄腫に対してFDAが承認した。 エロツズマブはレナリドミド および デキサメタゾンと併用される。 エロツズマブの静脈内投与前には、デキサメサゾン と ジフェンヒドラミン、ラニチジン、アセトアミノフェンが前投薬として投与される。 2016年5月にEC/EUで同様の承認を得た。